# Sciadopityaceae
Véase Pinidae para una introducción a estos grupos
Las sciadopitiáceas (nombre científico Sciadopityaceae), son una familia de coníferas dentro del orden de las Cupressales. Es una familia con un solo género, Sciadopitys y una sola especie, Sciadopitys verticillata, el pino sombrilla del Japón, endémica de Japón. 
Las sciadopitiáceas eran considerada un género dentro de las cupresáceas hasta que estudios genéticos probaron que no se encontraba emparentada con este grupo. 
Al pino sombrilla del Japón se le llama también komayaki o pino parasol. Se considera que esta conífera es un fósil viviente que carece de parientes vivos; es un árbol perennifolio, que alcanza los 30 m de altura, muy apreciado en jardinería.

## Taxonomía
La clasificación, según Christenhusz et al. 2011, que también provee una secuencia lineal de las gimnospermas hasta género:
- Familia 10. Sciadopityaceae Luerss., Grundz. Bot.: 265 (1877) Tipo: Sciadopitys Siebold & Zucc. :::1 género con una única especie en Japón.
  - 10.1. Sciadopitys Siebold & Zucc., Fl. Jap. 2: 1 (1842). Tipo: S. verticillata (Thunb.) Siebold & Zucc. (≡ Taxus verticillata Thunb.)